# Generalidade da álgebra
Na história da matemática, a generalidade da álgebra foi uma frase usada por Augustin-Louis Cauchy para descrever um método de argumento que foi usado no século XVIII por matemáticos como Leonhard Euler e Joseph-Louis Lagrange, particularmente na manipulação de séries infinitas. De acordo com Koetsier, o princípio da generalidade da álgebra assumiu, grosseiramente, que as regras algébricas que valem para uma certa classe de expressões podem ser estendidas para sustentar de maneira mais geral uma classe maior de objetos, mesmo que as regras não sejam mais obviamente válidas. Como consequência, os matemáticos do século XVIII acreditavam que poderiam obter resultados significativos aplicando as regras usuais de álgebra e cálculo que são válidas para expansões finitas, mesmo ao manipular expansões infinitas. Em trabalhos como Cours d'Analyse, Cauchy rejeitou o uso de métodos de "generalidade da álgebra" e buscou uma base mais rigorosa para a análise matemática.
Um exemplo é a obtenção de Euler da série

| {\displaystyle {\frac {\pi -x}{2}}=\sin x+{\frac {1}{2}}\sin 2x+{\frac {1}{3}}\sin 3x+\cdots } | \| \| \| \| \| \| \| \| | (1) |
|                                                                                                |                         |     |
|                                                                                                |                         |     |
para {\displaystyle 0<x<\pi }. Ele primeiro avaliou a identidade

| {\displaystyle {\frac {1-r\cos x}{1-2r\cos x+r^{2}}}=1+r\cos x+r^{2}\cos 2x+r^{3}\cos 3x+\cdots } | \| \| \| \| \| \| \| \| | (2) |
|                                                                                                   |                         |     |
|                                                                                                   |                         |     |
em {\displaystyle r=1} para obter

| {\displaystyle 0={\frac {1}{2}}+\cos x+\cos 2x+\cos 3x+\cdots .} | \| \| \| \| \| \| \| \| | (3) |
|                                                                  |                         |     |
|                                                                  |                         |     |
A série infinita no lado direito da (3) diverge para todo {\displaystyle x} real. Mas porém integrando esta termo a termo resulta na (1), uma identidade que é conhecida como válida por métodos modernos.